# Шерриг, Эмиль-Поль
Эмиль-Поль Шерриг (фр. Emil Paul Tscherrig; род. 3 февраля 1947, Унтеремс, Швейцария) — швейцарский кардинал и ватиканский дипломат. Титулярный архиепископ Воли с 4 мая 1996 по 30 сентября 2023. Апостольский нунций в Бурунди с 4 мая 1996 по 8 июля 2000. Апостольский нунций на Багамских Островах, Гайане, Гренаде, Доминике, Сент-Люсии, Сент-Винсенте и Гренадинах, Тринидаде и Тобаго и Ямайке, а также апостольский делегат на Антильских островах с 8 июля 2000 по 22 мая 2004. Апостольский нунций в Антигуа и Барбуде, на Барбадосе и Суринаме с 20 января 2001 по 22 мая 2004. Апостольский нунций в Сент-Китсе и Невисе с 1 июня 2001 по 22 мая 2004. Апостольский нунций в Корее с 22 мая 2004 по 26 января 2008. Апостольский нунций в Монголии с 17 июня 2004 по 26 января 2008. Апостольский нунций в Дании, Апостольский нунций в Исландии, Норвегии, Финляндии и Швеции с 26 января 2008 по 5 января 2012. Апостольский нунций в Аргентине с 5 января 2012 по 13 сентября 2017. Апостольский нунций в Италии и Сан-Марино с 13 сентября 2017 по 11 марта 2024. Кардинал-дьякон с титулярной диаконией Сан-Джузеппе-ин-виа-Трионфале с 30 сентября 2023. 